# أبو رواحة الموري
أبو رواحة الموري (1972 -) هو شاعر يمني، وفقيه إسلامي.

## حياته ونشأته
أبو رواحة عبد الله بن عيسى بن أبكر آل خمج الموري ولد في مسلية بجازان عام 1391هـ / 1972.
درس في مدرسة مسلية بـ جازان الابتدائية والمتوسطة ثم انتقل إلى مدينة أبها فدرس بثانوية التحفيظ الصف الثالث ثانوي ولم يتمها حيث جاءت أزمة الخليج في شهر صفر سنة 1411هـ ومع انفجار هذه الحرب تفجرت عنده القريحة الشعرية فخرج به والده إلى وادي مور ثم إلى مدينة الحديدة -اليمن و بها درس الصف الثالث ثانوي.
كل هذه الفترة السابقة لم يتعرَّف على أهل السنة ولا طلب العلم ثم شاء الله أن يعرف منهج أهل السنة، وكان قد أراد أن يلتحق بالمرحلة الجامعية فرأى أن الدراسة في الجامع على أيدي الشيوخ أنفع، فترك الجامعة والتحق بالجامع ثم تزوج في شهر شوال عام 1412هـ وبعدها سافر من الحديدة إلى معبر -ذمار في سنة 1413هـ فدرس على يد الشيخ محمد الإمام مدة سنتين، وكان خلالها يسمع بالشيخ مقبل بن هادي الوادعي ويتمنى لو طلب العلم على يديه، وشاء الله ذلك.
ففي عام 1415هـ سافر إلى دار الحديث بدماج والتحق بطلب العلم على يد الشيخ، مكث عنده قرابة سبع سنوات وكان خلالها يلقي على أسماعه قصائده الدعوية وكان الشيخ مشجعاً له ومبارِكاً عمله.وبعد وفاة الشيخ مقبل مكث قرابة سنتين يدرس على يدي شيخه يحي بن علي الحجوري.

## مسيرته
تتلمذ علي يد علماء السُنَّة منهم:
1.الشيخ المحدث مقبل بن هادي الوادعي.
2- الشيخ الدكتور ربيع بن هادي المدخلي.
3-الشيخ الفقيه عبد الله بن عبد العزيز العقيل.
4-الشيخ يحى بن علي الحجوري.
5-الشيخ اللغوي أبو محمد عبد الرحمن بن عوف كوني.

## مؤلفاته[5][3][4]
- ديوانه الشِّعرِيّ ( النَّهر العريض في الذَّب عن أهل السُّنَّةِ بالقريض ).
- رسائله العلمية المطبوعة
- النهر العريض في الذب عن أهل السنة بالقريض. ( ديوان شعر، طبع الطبعة الأولى وهو الآن يعد للطبعة الثانية ).
- أجوبة العلامة الشيخ ربيع بن هادي المدخلي السلفية على أسئلة أبي رواحة المنهجية.
- الرد الوجيه على أسئلة أهل بيت الفقيه وهي عبارة عن أسئلة أجاب عليها الشيخ الإمام المجدد مقبل بن هادي الوادعي.
- بشائر الفرح بتقريب فوائد الإمام الوادعي في علم الرجال والمصطلح
- رؤوس الأقلام من مخالفات أبي الحسن وأتباعه لمنهج السلف الكرام وأئمة العصر الأعلام ومعه القصيدة المسماة تحذير القاصي والداني من انحرافات أبي الحسن السليماني عن المنهج الرباني.
- مصباح الظلام في التعليق على نصيحة الإمام الوادعي في بلد الله الحرام.
- قدَّم وشارك في رسالة: البدر التمام في رثاء شيخ الإسلام الإمام المجدد مقبل بن هادي الوادعي.
- أسئلة أبي رواحة الحديثية والشعرية - أجاب عليها الشيخ يحي بن علي الحجوري.
- الإجوبة النجمية على أسئلة أبي رواحة العقدية والفقهية.أجاب عليها شيخنا العلامة أحمد بن يحي النجمي
- جمعية إحياء التراث ودورها في ضرب الدعوة السلفية وإسقاط الدعاة وموقف الإمامين مقبل بن هادي الوادعي وربيع بن هادي المدخلي، تقديم الشيخ يحي الحجوري.
- إتحاف النوادي الأدبية بما في فتح الباري وشرح مسلم من الفوائد اللغوية، تقديم فضيلة شيخنا اللغوي عبد الرحمن بن عوف كوني.
- تعجيل المنفعة بمراثي أئمة العصر الأربعة، ابن باز والعثيمين والألباني والوادعي تقديم فضيلة شيخنا اللغوي عبد الرحمن بن عوف كوني.

## قصائده
1.رشَّاش البيان على من خالف السُّنَّةَ والقُرآن.
2.الردود الجليَّة لكشف زيف المعلقة المدخليَّة.
3.المنهج الحق الّذي لا مرية فيه.
4.المُدوُّية في الكشف عن عقائد الحوثية الرافضة
5.الحقائق السلفية في ضرب ثكن السروريه.
6.المرثيَّة البازيَّة.
7.المرثيَّة الألبانيَّة.
8.المرثَّة الوادعيَّة.
9.قل موتو بغيظكم.
10.المرثَّة العثيمينيَّة.
11.كشف الأوراق المطويَّات عن مفاسد الانتخابات.

## سيرته
هو شاعر السنة دافع عن سُنَّة النبي محمد، ومن العلماء والفقهاء ورد على أهل البدع والأهواء.
كان الشيخ مقبل بن هادي الوادعي يلقبه بحسان الدعوة السلفيَّة تيمناً بحسان بن ثابت صحابِيّ الرسول.[محل شك]

## وصلات خارجية
- الموقع الرسمي للشاعر أبو رواحة